# Valby Sogn (Københavns Kommune)
 For alternative betydninger, se Valby Sogn. (Se også artikler, som begynder med Valby Sogn)
Valby Sogn er et sogn i Valby-Vanløse Provsti (Københavns Stift). Sognet ligger i Københavns Kommune; indtil Kommunalreformen i 1970 lå det i Sokkelund Herred (Københavns Amt). I Valby Sogn ligger Jesuskirken.
I Valby Sogn findes flg. autoriserede stednavne:
- Valby (bebyggelse, ejerlav)

Valby Sogn blev udskilt af Hvidovre Sogn 1. maj 1902.